# Трудовик (Полтавская область)
Трудовик (укр. Трудовик) — село,
Василевский сельский совет,
Козельщинский район,
Полтавская область,
Украина.
Код КОАТУУ — 5322080806. Население по переписи 2001 года составляло 109 человек.

## Географическое положение
Село Трудовик примыкает к селу Вишняки, в 1,5 км находится села Зоряное.
Около села несколько небольших озёр.

## История
В период 1860-1917 назывался Шкуркины
Село указано на специальной карте Западной части России Шуберта 1826-1840 годов как хутор Троцкий